# 난지대교
난지대교(蘭芝大橋)는 충청남도 당진군 대난지도와 소난지도를 연결하는 다리이다.
https://www.youtube.com/watch?v=f9L8AfkFbWM
소난지도와 대난지도를 연결하는 해안도로인 난지대교는 소난지도와 대난지도를 중간에서 연결해주며 해안도로는 직진하면 난지도해수욕장 종점까지 이어진다 